# Empedrado (Chile)
Empedrado – miasto w Chile, w regionie Maule, w prowincji Talca.